# Culicoides citroneus
Culicoides citroneus är en tvåvingeart som beskrevs av Carter, Ingram och John William Scott Macfie 1920. Culicoides citroneus ingår i släktet Culicoides och familjen svidknott. Inga underarter finns listade i Catalogue of Life.